# Свято-Успенський храм (Китайгород)
Свято-Успенський храм — храм Кам'янської єпархії РПЦ в Україні; входить до складу унікального ансамблю культових кам'яних споруд в селі Китайгород Царичанського району Дніпропетровської області. Будівля є одним з трьох Китайгородських козацьких храмів, побудованих в 18 сторіччі з ініціативи сотника Павла Єфремовича Семенова. Свято-Успенський храм є унікальним пам'ятником архітектури національного значення.
Адреса храму: Дніпропетровська область, Царичанський район, село Китайгород, вулиця Музейна.

## Історія
Свято-Успенський храм у Китайгороді було зведено у 1754 році. При Свято-Успенському храмі в 1886 році була заснована церковно-парафіяльна школа.
Успенська церква стала усипальницею Семенова й членів його сім'ї.
У 1959 році в Свято-Успенському храмі заборонили проводити богослужіння. У 1960—1961 роках в Свято-Успенському храмі Дніпропетровської області розміщувалися експозиції Царичанського районного історико-краєзнавчого музею.
З 1962—1994 року приміщення Свято-Успенського храму використовувалися для сховища. Вікна були розбиті, двері виламані, фрески XVII—XIX сторіч були знищені, церковне майно розграбовано, а частина — спалена.
У 1969—1973 роках в Успенському храмі проводились ремонтні роботи.
В 1995 році Свято-Успенський храм було відреставровано й освячена Успенська церква.
20 вересня 2004 року парафія урочисто відсвяткувала 250-річний ювілей Свято-Успенського храму.